# Nova Emetivka, Odesa
Nova Emetivka (în ucraineană Нова Еметівка) este un sat în comuna Usatove din raionul Odesa, regiunea Odesa, Ucraina.

## Demografie
Componența lingvistică a localității Nova Emetivka
     Ucraineană (71,46%)
     Rusă (26,89%)
     Alte limbi (0,47%)
Conform recensământului din 2001, majoritatea populației localității Nova Emetivka era vorbitoare de ucraineană (71,46%), existând în minoritate și vorbitori de rusă (26,89%).